# جلبان أفقا
جلبان أفقا (باللاتينية: Lathyrus aphaca) نوع نباتي من جنس الجلبان ينتمي إلى الفصيلة البقولية. سمي نسبة إلى مدينة أفقا التاريخية في جبل لبنان.

## الموئل والانتشار
موطنه بلاد الشام والمغرب العربي ومعظم مناطق أوروبا.

## مرادفات للاسم العلمي
- (باللاتينية: Orobus aphaca)